# Сан Ђакомо (Тревизо)
Сан Ђакомо је насеље у Италији у округу Тревизо, региону Венето.
Према процени из 2011. у насељу је живело 23 становника. Насеље се налази на надморској висини од 5 м.